# José Martínez (baseball, 1988)
Pour les articles homonymes, voir José Martínez et Martínez.
José Alberto Martínez (né le 25 juillet 1988 à La Guaira, La Guaira, Venezuela) est un joueur de champ extérieur et de premier but de la Ligue majeure de baseball.

## Carrière

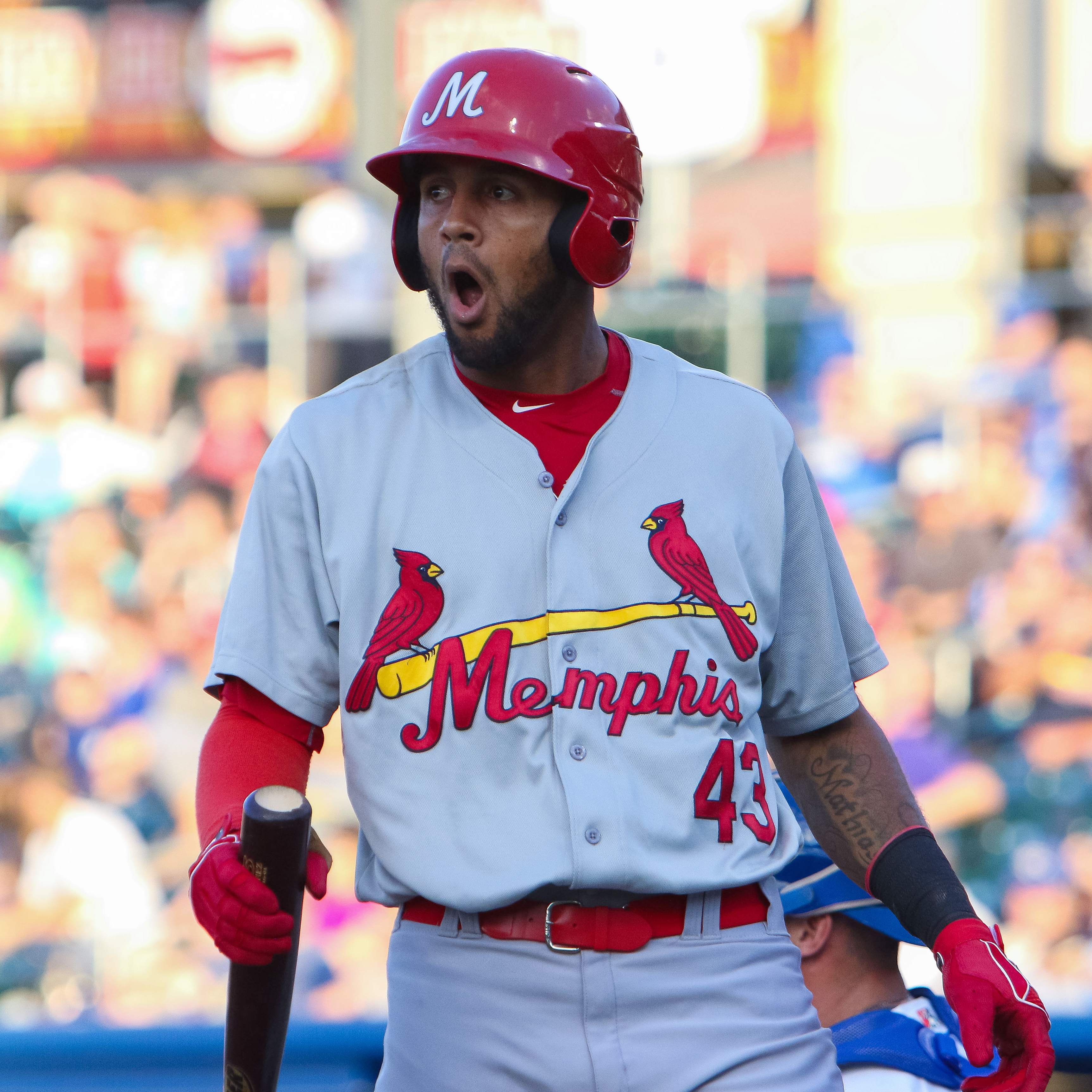
Martínez en 2016 avec les Redbirds de Memphis, une équipe de ligue mineure.

José Martínez signe son premier contrat professionnel en 2006 avec les White Sox de Chicago. Il passe par plusieurs clubs avant d'atteindre le baseball majeur, jouant en ligues mineures avec des équipes affiliées aux White Sox de 2006 à 2012, aux Braves d'Atlanta en 2013 et 2014, puis aux Royals de Kansas City en 2015 et 2016, avant que ces derniers ne transfèrent son contrat aux Cardinals de Saint-Louis le 25 mai 2016. 
Après une saison partagée entre les Storm Chasers d'Omaha, club-école des Royals, et les Redbirds de Memphis, affiliés aux Cardinals, José Martínez est rappelé des ligues mineures et fait avec Saint-Louis ses débuts dans le baseball majeur le 6 septembre 2016. Martínez frappe 7 coups sûrs en seulement 16 présences au bâton à ses 12 matchs joués pour les Cardinals à la fin de la saison 2016, et fait partie de l'équipe en 2017.

## Vie personnelle
José Martínez est le fils de l'ancien joueur Carlos Martínez, surnommé Café, et a hérité du surnom Cafécito (« petite tasse de café », en français).